# Stara Wola (Wola Filipowska)
Stara Wola – część wsi Wola Filipowska w Polsce, położona w województwie małopolskim, w powiecie krakowskim, w gminie Krzeszowice.
W latach 1975–1998 Stara Wola administracyjnie należała do województwa krakowskiego.
Stara Wola, położona jest wśród Puszczy Dulowskiej w kierunku Rudna. Mieszkańcy wsi początkowo zajmowali się pędzeniem smoły i wypalaniem węgla drzewnego dla pobliskiego zamku Tenczyn.